# Rio Fătăciunea
O Rio Fătăciunea é um rio da Romênia, afluente do Gârboveta, localizado no distrito de Iaşi.